# Міст над Крка
Міст над Крка (хорв. Most Krka) — залізобетонний автомобільний арковий міст в Хорватії між Скрадин і авторозв'язкою Шибеник, перетинає річку Крка. Має дві смуги руху у кожному напрямку. Через міст прокладено автомагістраль A1. Обмеження швидкості руху автотранспорту по мосту становить 100 км/год.
Серед усіх мостів на магістралі A1 міст через Крку має найбільшу довжину основного прольоту, а у всій Хорватії прогін цього мосту займає четверте місце після двоарочного Крцького мосту (390 і 244 м) і Шибеницького мосту (246 м).
Рух через міст регулярно розраховується компанією «Hrvatske autoceste», оператором магістралі A1, і публікується державною компанією «Hrvatske ceste». Середньорічний щоденний трафік через міст становить 8811 автівок, середній щоденний трафік влітку — 19 707 автівок. Істотна різниця між середнім щоденним потоком автомобілів за рік та середнім щоденним трафіком влітку пояснюється тим, що мостом прямує значний потік туристів до курортів Адріатичного моря та Далмації. Рівень руху розраховують виходячи з кількість проданих квитків — рух A1 платний.